# Christian Saalbach

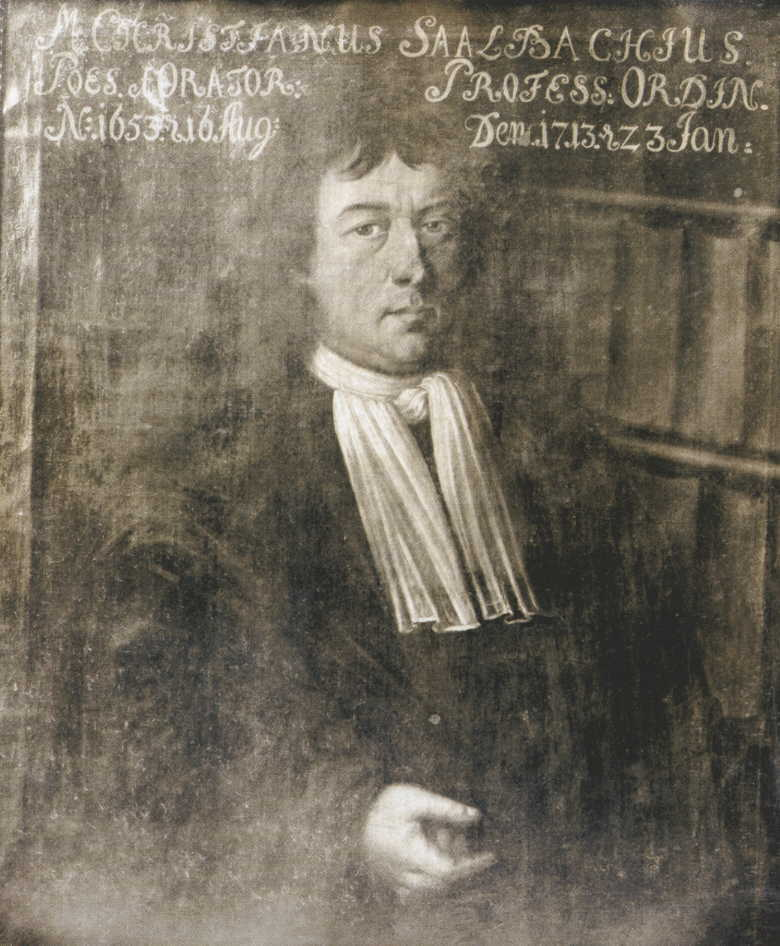
Christian Saalbach

Christian Saalbach (* 16. August 1653 in Schenkenberg; † 23. Januar 1713 in Greifswald) war ein deutscher Klassischer Philologe, Hochschullehrer und Dichter.

## Leben
Der aus Kursachsen stammende Christian Saalbach studierte an der Universität Leipzig und der Universität Gießen. Im Jahr 1681 erhielt er eine ordentliche Professur für ‚Poesie und Beredsamkeit‘ an der Universität Greifswald. Er blieb hier Professor bis zu seinem Tod im Jahr 1713.
Er war zudem Bibliothekar der Universitätsbibliothek Greifswald und Dekan der Artistenfakultät, der späteren philosophischen Fakultät der Alma Mater. 1683 wurde er zum Rektor der Hochschule gewählt.
Er verfasste zahlreiche empfängerbezogene Schriften in seinem Tätigkeitsgebiet, aber auch zu zeitgenössischen Religionsstreitigkeiten. In seinen theologischen Schriften bekannte er sich um 1687 in einer Rede zur Beerdigung Johannes Colbergs zum Protestantismus. Er vertrat in der an Augustinus Balthasar gerichteten Schrift De conversione judaeorum die Ansicht, die Juden bekehren zu müssen. In seinem Aufsatz De affectivos bekennt er sich zum Empirismus.
Als Kasualpoet verfasste er eine große Zahl von Liedern, überwiegend Trauergedichten (Epicedia). Er legte dabei Wert auf großen Formenreichtum. Seiner Zeit entsprechend sind ungefähr zwei Drittel der Werke in Latein und nur ein Drittel in Deutsch abgefasst.  Die Lieder werden in den Vitae Pomeranorum der Universität gesammelt.
Als er starb, wurden ihm 20 Trauergedichte gewidmet. In einem dieser Gedichte würdigte ihn Jakob Heinrich von Balthasar als „hochverdienten Lehrer“ und „Säule“ und „Pfeiler“ der Universität.

## Schriften (Auswahl)
- De periodis, Greifswald 1687 (Digitalisat in der Digitalen Bibliothek Mecklenburg-Vorpommern)
- De numero oratorio, Greifswald 1702 (Digitalisat in der Digitalen Bibliothek Mecklenburg-Vorpommern)
- De eloquentia Pauli
- De idolatria judaeorum hodiernorum
- De Tragoedia, Greifswald 1710 (Digitalisat in der Digitalen Bibliothek Mecklenburg-Vorpommern)